# Carapaxlängd
Carapaxlängd är längd över ryggsköld och används för att mäta storleken på djur som sköldpaddor och hummer. Den minsta tillåtna längden för fiske av hummer i svenska vatten var 2017 9 cm och för havskräfta 4 cm, där carapaxlängden definieras som avståndet från ögonhålans bakkant till huvudsköldens bakkant, mätt parallellt med mittlinjen.